# Тимотеуш Пухач
Тимотеуш Пухач (пол. Tymoteusz Puchacz, нар. 23 січня 1999, Сулехув) — польський футболіст, захисник німецького клубу «Гольштайн».
На правах оренд грає в англійському «Плімут Аргайл».

## Клубна кар'єра
Народився 23 січня 1999 року в місті Сулехув. Вихованець футбольної школи клубу «Лех». 2017 року дебютував за основну команду, зігравши свій перший матч. Втім більше за основу не грав і першу половину 2018 року провів у клубі другого дивізіону «Заглемб'є» (Сосновець), допомігши йому вийти в еліту, а у сезоні 2018/19 грав за іншу команду другого дивізіону ГКС (Катовиці), відігравши 25 матчів в національному чемпіонаті, в яких забив 4 голи, але команда вилетіла до третього дивізіону.
У 2021 році Пухач став гравцем берлінського «Уніона».
2 серпня 2024 року Тимотеуш Пухач приєднався до новачка Бундесліги - клубу «Гольштайн».
В січні 2025 року Пухач відбув в оренду до кінця сезону в англійський клуб «Плімут Аргайл».

## Виступи за збірні
2017 року дебютував у складі юнацької збірної Польщі, взяв участь у 12 іграх на юнацькому рівні.
2019 року у складі молодіжної збірної Польщі поїхав на домашній молодіжний чемпіонат світу. На турнірі зіграв у 3 матчах, а команда вилетіла на стадії 1/8 фіналу.

## Титули і досягнення
- Чемпіон Туреччини (1):

«Трабзонспор»: 2021-22
| Дата       | Місто           | Господарі  | Результат | Гості      | Турнір                               | Голи | Примітки |
| ---------- | --------------- | ---------- | --------- | ---------- | ------------------------------------ | ---- | -------- |
| 1-6-2021   | Іновроцлав      | Польща     | 1 – 1     | Росія      | товариський матч                     | -    |          |
| 8-6-2021   | Познань         | Польща     | 2 – 2     | Ісландія   | товариський матч                     | -    | 80'      |
| 14-6-2021  | Санкт-Петербург | Польща     | 1 – 2     | Словаччина | ЧЄ 2020 - 1-й етап                   | -    | 74'      |
| 19-6-2021  | Севілья         | Іспанія    | 1 – 1     | Польща     | ЧЄ 2020 - 1-й етап                   | -    |          |
| 23-6-2021  | Санкт-Петербург | Швеція     | 3 – 2     | Польща     | ЧЄ 2020 - 1-й етап                   | -    | 46'      |
| 2-9-2021   | Варшава         | Польща     | 4 – 1     | Албанія    | Відбір до ЧС 2022                    | -    | 81'      |
| 5-9-2021   | Серравалле      | Сан-Марино | 1 – 7     | Польща     | Відбір до ЧС 2022                    | -    | 66'      |
| 8-9-2021   | Варшава         | Польща     | 1 – 1     | Англія     | Відбір до ЧС 2022                    | -    | 78' 80'  |
| 12-10-2021 | Тирана          | Албанія    | 0 – 1     | Польща     | Відбір до ЧС 2022                    | -    | 90'      |
| 15-11-2021 | Варшава         | Польща     | 1 – 2     | Угорщина   | Відбір до ЧС 2022                    | -    | 58' 83'  |
| 1-6-2022   | Вроцлав         | Польща     | 2 – 1     | Уельс      | Ліга націй УЄФА 2022-2023 - 1-й етап | -    | 73'      |
| 8-6-2022   | Брюссель        | Бельгія    | 6 – 1     | Польща     | Ліга націй УЄФА 2022-2023 - 1-й етап | -    | 46'      |
| Усього     |                 | Матчів     | 12        |            | Голів                                | 0    |          |